# Tom (Lost)
Tom è un personaggio della serie televisiva statunitense Lost, interpretato da M. C. Gainey. È il rappresentante della fazione degli Altri. Tom è un influente membro del gruppo e viene introdotto nel 2005, nell'episodio finale della prima stagione, Esodo, seconda parte, in cui rapisce uno dei sopravvissuti allo schianto del volo Oceanic 815, da cui la serie si sviluppa. In seguito, il personaggio compare in altri quindici episodi, prima di essere ucciso in Attraverso lo specchio, episodio finale della terza stagione. Successivamente, Tom appare due volte nella quarta stagione, in flashback di altri personaggi (Juliet e Michael).
A causa di una battuta pronunciata all'inizio della terza stagione della serie ("Non sei il mio tipo", rivolto a una delle sopravvissute), sono ben presto emerse ipotesi sulla sessualità del personaggio. Gainey ha cominciato a interpretare il personaggio di conseguenza finché, nella quarta stagione, Tom bacia un altro uomo sulla guancia, confermando le ipotesi e rendendo lui e il suo compagno gli unici personaggi omosessuali visti finora nella serie. Il produttore Damon Lindelof ha definito la rivelazione "a dir poco esplicita".
Tom è stato ben accolto dalla critica, in particolare per la sua prima apparizione. Gainey ha accettato il ruolo senza saperne nulla, pur di poter nuovamente lavorare con il produttore Carlton Cuse.

## Biografia
In un flashback ambientato circa tre anni prima dello schianto del volo Oceanic 815, Tom ha una breve conversazione con Juliet, mentre questa sta avendo un colloquio con la psicoterapeuta di cui anche lui è apparentemente paziente.. Successivamente, quando Claire viene rapita dagli Altri alcune settimane dopo l'incidente, Tom è incaricato di sorvegliare i progressi di Ethan alla stazione medica e lo critica per averla rapita prima di avere fatto "la lista". Dopo 44 giorni di permanenza sull'isola, i sopravvissuti terminano la costruzione di una zattera, su cui partiranno in cerca di aiuto Michael, Walt, Sawyer e Jin. Tom fa la sua prima apparizione nella serie a bordo di una barca a motore, indossando una barba finta e vestiti laceri: è accompagnato da un equipaggio di Altri, che rapiscono Walt e distruggono la zattera. Quando Michael abbandona il gruppo per andare alla ricerca del figlio, viene catturato proprio da Tom, che avvisa i compagni che lo stanno seguendo di non avvicinarsi oltre agli Altri, per poi andarsene con Michael. In seguito al patto fatto con gli Altri, Michael conduce Jack, Kate, Sawyer e Hurley in un'imboscata a cui partecipa anche Tom: i quattro vengono legati e portati al molo. Da qui, dopo averli tramortiti, Tom trasporta Jack, Kate e Sawyer all'isola dell'Idra.
Nella terza stagione, Tom supervisiona un'operazione alla spina dorsale di Ben, il leader degli Altri, dove viene minacciato da Jack, che sta eseguendo l'intervento, per permettere a Kate e James di scappare. Credendo che stia cospirando contro Ben, perde fiducia in Juliet, e denuncia la cosa allo sceriffo degli Altri, Isabel, prima di tornare sull'isola principale. Tom lascia quindi l'isola e si dirige a New York, per rintracciare Michael a Manhattan e gli impedisce di uccidersi, dicendogli che l'isola non glielo permetterà e chiedendogli di andare a trovarlo all'hotel in cui alloggia. Tom convince quindi Michael a lavorare per Ben, trovandogli un lavoro come mozzo sul cargo Kahana in partenza dalle Figi. Quando Michael arriva al porto di Suva, Tom gli dice di aspettare ad attivare un ordigno esplosivo che dovrebbe uccidere tutto l'equipaggio della nave, impedendogli così di arrivare all'isola. Tornato sull'isola, alla Base, viene visto giocare a football con Jack. Pochi giorni dopo, abbandona la base con il resto degli Altri accampandosi nella giungla in direzione del Tempio. Tom è visibilmente scioccato quando Ben acconsente a portare uno dei sopravvissuti, Locke, a visitare Jacob, il capo di Ben, tanto da non rispondere alle chiamate del suo superiore quando Locke comincia a picchiare un altro degli Altri.. Al suo ritorno dalla visita a Jacob, Ben ordina un raid alla spiaggia dei sopravvissuti per quella notte: Tom fa parte della squadra scelta per il compito. Nell'episodio finale della terza stagione, Jin, Sayid e Bernard vengono catturati dalla squadra e Ben ordina a Tom di ucciderli; si tratta in realtà solo di un segnale convenuto tra i due: Tom dovrà sparare tre colpi nel terreno, per ingannare gli altri sopravvissuti che Ben ha incontrato nel frattempo. Tom non è soddisfatto della cosa, poiché i naufraghi hanno ucciso sette dei suoi compagni. L'arrivo di Hurley su un furgoncino DHARMA, insieme a Sawyer e Juliet, provoca l'uccisione del resto della squadra. Tom ammette la sconfitta e si arrende, ma Sawyer gli spara al cuore per vendicarsi del rapimento di Walt. Tom viene sepolto da Juliet nei pressi della giungla, accanto alla sua squadra.

## Caratteristiche
Quando Tom viene introdotto nell'episodio finale della prima stagione porta una barba finta e vestiti laceri, e continuerà ad apparire con questo aspetto per tutta la seconda stagione: rivelerà che la barba è finta solo nell'episodio finale. M. C. Gainey, l'attore che interpreta Tom, è stato informato che la barba del personaggio fosse finta solo poco tempo prima che l'episodio venisse girato. Gainey non pensa di essere molto simile a Tom: "Sembra molto leale e io sono una persona molto leale, ma a parte questo non so molto di lui. Sembra essere molto più socialmente impreparato di me". Dopo la rivelazione sull'omosessualità del personaggio, Gainey ha affermato che "ogni volta che hai un gruppo di persone, ci sarà qualcuno che marcia ad un passo differente. In questo caso era Tom".
I produttori descrivono Tom come friendly ("amichevole"), facendogli guadagnare il soprannome di "Mr. Friendly". È stato descritto da un critico come "sarcastico" e "brillante". Secondo Emerson, il disgusto di Tom per il sangue che emerge durante l'operazione di Ben lo rende "tenero".

## Sviluppo
M. C. Gainey ha incontrato per la prima volta il produttore Carlton Cuse lavorando in Le avventure di Brisco County Jr.. L'opportunità di lavorare nuovamente con Cuse è stata una motivazione sufficiente per accettare la parte di Tom senza neanche leggere un copione o avere una descrizione del personaggio. Gainey ha visto ogni episodio della serie, ma ammette di non capire quello che sta succedendo per la maggior parte del tempo. Nella sua prima apparizione, nell'episodio Esodo, seconda parte, Gainey è stato accreditato come bearded man ("uomo con la barba") e nelle sue apparizioni durante la seconda stagione come Mr. Friendly. Nel podcast ufficiale della serie, Damon Lindelof ha confermato che Mr. Friendly non è il vero nome del personaggio, ma che è il nome con cui i produttori si riferiscono a lui dietro le quinte, perché è "così amichevole". Viene invece soprannominato Zeke da Sawyer, il che ha portato alcuni critici a usare questo nome. Alla fine della seconda stagione il suo nome viene rivelato essere Tom. Sulla morte del suo personaggio Gainey ha fatto notare che "in questo show la tua morte non implica che non abbiano più bisogno di te, perché tutti hanno un passato."
All'inizio della terza stagione, Tom dice a Kate che non è il suo tipo. Il commento ha portato a una discussione online sull'orientamento sessuale del personaggio e Lindelof e Cuse hanno suggerito che un personaggio di Lost avrebbe in seguito fatto coming out. Gainey ci ha scherzato su: "se [Kate] non è il tuo tipo, sei gay", e ha cominciato ad interpretare il personaggio in questo senso. Ha provato a flirtare in modo molto sottile con il personaggio di Jack per tutta la prima metà della stagione. Nella quarta stagione, Tom bacia il suo amante newyorkese Arturo. Dopo la trasmissione dell'episodio, Lindelof e Cuse hanno confermato la battuta della terza stagione come un'allusione alla sessualità di Tom, ma sentivano il bisogno che la cosa fosse confermato in modo esplicito durante lo show. Lo sceneggiatore Edward Kitsis ha detto: "È stato magnifico vedere Tom e capire che è… un vero gentiluomo".

## Critica
Chris Carabott di IGN ha "adorato" la prima apparizione di Tom perché "è una grande scena ed è la nostra prima introduzione agli Altri dopo l'intrusione di Ethan nel campo". Gainey ha trovato la reazione dei fan alla sua prima apparizione "veramente dura" perché dovunque andasse la gente lo guardava storto, quasi a dire "che cosa farai del ragazzino?", ma ha notato come la cosa sia migliorata dopo la seconda stagione. Erin Martell di TV Squad (AOL) ha inserito Tom nella sua lista delle cinque "guest star più apprezzate" dalle prime tre stagioni, commentando: "Il suo primo episodio è il mio preferito. Non c'è niente di più angosciante che vedere Gainey spuntare dal buio e dire Dovremo prendere il bambino. Non sono riuscito a togliermi quella scena dalla testa per giorni dopo aver visto Esodo. Ben ha fatto sembrare Tom meno minaccioso, ma credo che il terribile capitano barbuto sia ancora lì, da qualche parte". Nella sua recensione dell'episodio della quarta stagione L'altra donna, Nikki Stafford di Wizard ha definito il ritorno del suo "Altro preferito" il piatto forte dell'episodio. Dopo la sua apparizione in Vi presento Kevin Johnson, Martell ha detto "Ora mi sento ancora peggio sulla sua morte. Non era solo uno degli spaventosi servitori rapisci-Walt di Ben. Aveva un cuore". Tim Goodman del San Francisco Chronicle ritiene la rivelazione dell'omosessualità di Tom "una svolta unica e divertente". Secondo Jay Glatfelter dell'Huffington Post la rivelazione è "posizionata stranamente, come se si volesse dire Facciamo che uno dei nostri personaggi sia gay, giusto per il gusto di averlo, ma è comunque bellissimo che lo show abbia un personaggio gay perfettamente normale e non troppo sopra le righe".